# Ciliopagurus galzini
Ciliopagurus galzini is een tienpotigensoort uit de familie van de Diogenidae. De wetenschappelijke naam van de soort is voor het eerst geldig gepubliceerd in 2009 door Poupin & Malay.